# Sistema de ligas de fútbol de Brasil
El sistema de ligas brasileñas de fútbol consiste en una serie de divisiones interconectadas entre sí, organizadas de forma jerárquica. Al término de cada temporada y en función de los resultados, los participantes pueden ascender o descender de división.
Cabe señalar que, en Brasil, debe diferenciarse el Campeonato Brasileño de Fútbol, organizado por la Confederación Brasileña de Fútbol (CBF), y los campeonatos estatales que se celebran en cada una de las 27 unidades federales del país. Como éstas pirámides son independientes entre sí, los equipos disputan ambos torneos en la misma temporada. Los resultados en cada competición determinan las plazas para otros torneos como la Copa de Brasil.

## Historia
Los primeros torneos oficiales de clubes en Brasil fueron los campeonatos estatales, disputados desde 1902 con la edición inaugural del Campeonato Paulista. Por razones logísticas y económicas, este sistema se mantuvo como única opción durante décadas hasta que fue posible abaratar el coste del transporte a otras ciudades.
En 1959 se disputó la primera edición de la «Copa Brasil» (en portugués, Taça Brasil), una eliminación directa en la que participaron los 16 vencedores de los estatales del año anterior y cuyo ganador fue el Esporte Clube Bahia. La Confederación Brasileña de Deportes (CBD) mantuvo un equilibrio entre estados, pero la preponderancia de los equipos de Río de Janeiro y São Paulo llevó a competencias alternativas como el Torneo Roberto Gomes Pedrosa (1967-1970), más populares que la original. Para solucionarlo, el presidente brasileño Emílio Médici impulsó la creación del Campeonato Nacional, también conocido por Brasileirão, bajo un sistema de liga a partir de la temporada 1971.
Durante los años 1970 y 1980, la participación estaba determinada por los resultados en los estatales y por el poder de cada federación dentro de la CBD, lo cual imposibilitaba fijar el número de participantes. Después de que la edición de 1986 contase con 80 equipos divididos por grupos, los trece más importantes del país se plantaron ante la Confederación Brasileña de Fútbol (CBF) y fundaron la organización privada «Club de los 13» para negociar derechos televisivos por su cuenta, por lo que la temporada 1987 tuvo dos torneos paralelos. A partir de 1989 se configuró el Campeonato Brasileño con ascensos y descensos y dos fases: liguilla y eliminatoria directa entre los ocho mejores. Dicho sistema se mantuvo salvo en la temporada 2000, año de la llamada Copa João Havelange en la que participaron 116 equipos en cuatro módulos.
En la temporada 2003, el Campeonato Brasileño adoptó el sistema de liga con ida y vuelta. La cifra de participantes en la máxima categoría se redujo a 24 clubes y luego a 20. Con este nuevo formato, la CBF consiguió jerarquizar todo el sistema de ligas: la Serie B (2006), la Serie C (2009) y una nueva categoría de acceso, la Serie D.

## Campeonato nacional

### Fútbol masculino
El Campeonato Brasileño de Fútbol está formado desde 2009 por cuatro divisiones. Las categorías nacionales son la Serie A y la Serie B, ambas con 20 equipos y sistema de todos contra todos. Por debajo están las semiprofesionales Serie C, con 20 equipos y sistema de todos contra todos, y Serie D, con fase de grupos dividida por regiones y eliminatoria directa para el ascenso.
Para acceder al sistema nacional se tiene en cuenta la «clasificación nacional», en la que están presentes todos los equipos de Brasil. La puntuación se determina por el desempeño en campeonatos nacionales, estatales y otros torneos menores. Con este sistema se pretende que los clubes con menos recursos o de estados pequeños puedan meterse a partir de la Serie D si han tenido una buena actuación. Algunos ejemplos de clubes que llegaron a la máxima categoría desde lo más bajo son el Paraná Clube, São Caetano, Brasiliense, Grêmio Barueri e Ipatinga. El Chapecoense fue el primer equipo en progresar de Serie D a Serie A bajo el nuevo sistema de ligas.
| Categoría | Ligas o divisiones |
| --------- | --- |
| 1         | Serie A 20 equipos hay 4 descensos                                                                                                 |
| 2         | Serie B 20 equipos hay 4 ascensos y 4 descensos                                                                                    |
| 3         | Serie C 20 equipos hay 4 ascensos y 4 descensos                                                                                    |
| 4         | Serie D 64 equipos en 8 grupos de 8. Ascienden 4 equipos a la Serie C Acceso a través de la clasificación en los torneos estatales |

### Fútbol femenino
Brasil ha contado con competiciones de fútbol femenino desde los años 1980, aunque históricamente no ha habido continuidad entre ellos. El sistema actual es similar al masculino, adaptado a un menor número de clubes. Los torneos nacionales organizados por la CBF son la Copa de Brasil de Fútbol Femenino (2007) y el Campeonato Brasileño de Fútbol Femenino (2013), mientras que cada federación organiza sus propios campeonatos estatales.
| Categoría | Ligas o divisiones  |
| --------- | ------------------- |
| 1         | Serie A1 16 equipos |
| 2         | Serie A2 16 equipos |
| 3         | Serie A3 32 equipos |

## Campeonatos estatales
Los torneos estatales de fútbol en Brasil (conocidos en portugués como campeonatos estaduais) son las competiciones organizadas en cada una de las 27 unidades federales de Brasil. Estos torneos fueron los primeros disputados en el país por razones económicas y geográficas, siendo los más importantes el Campeonato Paulista (São Paulo, 1902) y el Campeonato Carioca (Río de Janeiro, 1906). A pesar de que el Campeonato Brasileño fue instituido en 1959, los estaduais han mantenido su popularidad por las tradicionales rivalidades entre clubes de un mismo estado.
El campeonato estatal suele durar tres meses y sigue un sistema de ascensos y descensos: dos divisiones en la mayoría de casos, tres en los estados más poblados y hasta cinco en el Paulista. La división superior se disputa en el primer semestre y marca el inicio de la temporada, mientras que las inferiores quedan relegadas al segundo semestre. La razón por la que se sigue este método es para no coincidir con el Campeonato Nacional.
Una edición se compone de fase de grupos, con partidos a ida y vuelta, y una posterior eliminatoria directa para decidir el campeón.
| Bandera           | Estado              | Campeonato        | Fundación         |
| Cuatro divisiones | Cuatro divisiones   | Cuatro divisiones | Cuatro divisiones |
| ----------------- | ------------------- | ----------------- | ----------------- |
|                   | São Paulo           | Paulista          | 1902              |
| Tres divisiones   |                     |                   |                   |
|                   | Río de Janeiro      | Carioca           | 1906              |
|                   | Santa Catarina      | Catarinense       | 1924              |
|                   | Ceará               | Cearense          | 1915              |
|                   | Río Grande do Sul   | Gaúcho            | 1919              |
|                   | Goiás               | Goiano            | 1944              |
|                   | Minas Gerais        | Mineiro           | 1915              |
|                   | Paraná              | Paranaense        | 1915              |
| Dos divisiones    |                     |                   |                   |
|                   | Acre                | Acreano           | 1947              |
|                   | Alagoas             | Alagoano          | 1927              |
|                   | Amazonas            | Amazonense        | 1914              |
|                   | Bahía               | Baiano            | 1905              |
|                   | Distrito Federal    | Brasiliense       | 1959              |
|                   | Espírito Santo      | Capixaba          | 1917              |
|                   | Maranhão            | Maranhense        | 1918              |
|                   | Mato Grosso         | Matogrossense     | 1943              |
|                   | Mato Grosso do Sul  | Sul-Matogrossense | 1979              |
|                   | Pará                | Paraense          | 1908              |
|                   | Paraíba             | Paraibano         | 1919              |
|                   | Pernambuco          | Pernambucano      | 1915              |
|                   | Piauí               | Piauiense         | 1941              |
|                   | Río Grande do Norte | Potiguar          | 1919              |
|                   | Rondônia            | Rondoniense       | 1945              |
|                   | Sergipe             | Sergipano         | 1918              |
|                   | Tocantins           | Tocantinense      | 1993              |
| División única    |                     |                   |                   |
|                   | Amapá               | Amapaense         | 1944              |
|                   | Roraima             | Roraimense        | 1974              |